# Кіра Шрофф
Кіра Шрофф (нар. 14 жовтня 1992) — колишня індійська тенісистка.
Найвищу одиночну позицію світового рейтингу — 470 місце досягла 4 березня 2013, парну — 358 місце — 30 січня 2017 року.
Здобула 10 парних титулів туру ITF.

## Фінали ITF
| Легенда         |
| --------------- |
| турніри $50,000 |
| турніри $25,000 |
| турніри $15,000 |
| турніри $10,000 |

### Одиночний розряд: 1 (поразка)
| Результат | Ранг | Дата     | Турнір                   | Покриття | Суперниця     | Рахунок       |
| --------- | ---- | -------- | ------------------------ | -------- | ------------- | ------------- |
| Поразка   | 1    | Чер 2016 | ITF Grand-Baie, Маврикій | Тверде   | Естель Касіно | 6–3, 1–6, 3–6 |

### Парний розряд: 22 (10–12)
| Результат | Ранг | Дата     | Турнір                      | Покриття | Партнерка                 | Суперниці                                  | Рахунок             |
| --------- | ---- | -------- | --------------------------- | -------- | ------------------------- | ------------------------------------------ | ------------------- |
| Перемога  | 1    | Бер 2011 | ITF Нью-Делі, Індія         | Тверде   | Аня Прислан               | Штефані Гірш Ївонна Нойвірт                | 6–3, 7–5            |
| Перемога  | 2    | Кві 2011 | ITF Лакхнау, Індія          | Трава    | Аня Прислан               | Айшвар'я Агравал Анкіта Райна              | 6–3, 6–3            |
| Поразка   | 1    | Сер 2011 | ITF Сан-Паулу, Бразилія     | Ґрунт    | Ісабелья Роббіані         | Карла Форте Беатріс Аддад Майя             | 7–6(5), 3–6, [7–10] |
| Поразка   | 2    | Бер 2012 | ITF Мумбаї, Індія           | Тверде   | Аня Прислан               | Пеангтарн Пліпич Варуня Вонгтінчай         | 1–6, 2–6            |
| Поразка   | 3    | Кві 2012 | ITF Fujairah, ОАЕ           | Тверде   | Фатіма Ан-Набхані         | Яна Сізікова Анна Цая                      | 4–6, 1–6            |
| Перемога  | 3    | Кві 2012 | ITF Маскат, Оман            | Тверде   | Яна Сізікова              | Барбара Гаас Laëtitia Sarrazi              | 6–2, 6–4            |
| Перемога  | 4    | Гру 2012 | ITF Колката, Індія          | Тверде   | Аранта Андраді            | Рутуя Бгосале Рішика Сункара               | 6–4, 6–4            |
| Перемога  | 5    | Чер 2013 | ITF Шарм-еш-Шейх, Єгипет    | Тверде   | Лідія Морозова            | Аліна Міхєєва Сильвія Заґурська            | 6–4, 6–2            |
| Поразка   | 4    | Чер 2013 | ITF Шарм-еш-Шейх, Єгипет    | Тверде   | Даліла Якупович           | Совджанья Бавісетті Анна Моргіна           | 1–6, 6–3, [6–10]    |
| Поразка   | 5    | Жов 2015 | ITF Порт-ель-Кантауї, Туніс | Тверде   | Софі Оєн                  | Єлена Симич Валерія Страхова               | 3–6, 4–6            |
| Перемога  | 6    | Жов 2015 | ITF Порт-ель-Кантауї, Туніс | Тверде   | Даяна Негряну             | Матільда Мальм Мірабелл Нйозе              | 6–2, 6–4            |
| Поразка   | 6    | Лис 2015 | ITF Порт-ель-Кантауї, Туніс | Тверде   | Даяна Негряну             | Патриця Поланська Анна Словакова           | 3–6, 6–2, [8–10]    |
| Поразка   | 7    | Лют 2016 | ITF Анталія, Туреччина      | Ґрунт    | Даяна Негряну             | Агнеш Букта Юлія Грабер                    | 3–6, 4–6            |
| Перемога  | 7    | Тра 2016 | ITF Анталія, Туреччина      | Тверде   | Дгрутхі Татачар Венуґопал | Настя Колар Франсеска Стівенсон            | 6–3, 5–7, [10–1]    |
| Поразка   | 8    | Чер 2016 | ITF Реюньйон, Франція       | Тверде   | Дгрутхі Татачар Венуґопал | Полін Пає Снехадеві Редді                  | 4–6, 6–2, [6–10]    |
| Перемога  | 8    | Чер 2016 | ITF Grand-Baie, Маврикій    | Тверде   | Дгрутхі Татачар Венуґопал | Хаєнне Евейк Розалі ван дер Гук            | 6–1, 6–1            |
| Поразка   | 9    | Чер 2016 | ITF Grand-Baie, Маврикій    | Тверде   | Дгрутхі Татачар Венуґопал | Хаєнне Евейк Розалі ван дер Гук            | 3–6, 3–6            |
| Перемога  | 9    | Сер 2016 | ITF Сецце, Італія           | Ґрунт    | Естель Касіно             | Беатріче Ломбардо Карла Тулі               | 6–2, 6–2            |
| Поразка   | 10   | Жов 2016 | ITF Chișinău, Молдова       | Ґрунт    | Естель Касіно             | Вероніка Капшай Ангеліна Шахрайчук         | 3–6, 6–3, [4–10]    |
| Поразка   | 11   | Жов 2016 | ITF Лагос, Нігерія          | Тверде   | Дгрутхі Татачар Венуґопал | Валентіні Грамматікопулу Прартхана Томбаре | 7–6(3), 3–6, [9–11] |
| Перемога  | 10   | Чер 2017 | ITF Тель-Авів, Ізраїль      | Тверде   | Естель Касіно             | Ліннеа Мальмквіст Александра Волтерс       | 6–2, 6–4            |
| Поразка   | 12   | Кві 2018 | ITF Шимкент, Казахстан      | Тверде   | Пранджала Ядлапаллі       | Дар'я Кружкова Валерія Погребняк           | 3–6, 7–5, [5–10]    |